# Ronsdorf
Ronsdorf is een welvarend stadsdeel van de Duitse stad Wuppertal met 22.000 inwoners. Ronsdorf ligt aan de Uerdinger Linie, de scheidslijn tussen het Hoogduitse 'ich' en het Kleverlandse 'ik'.

## Geschiedenis
De oudste schriftelijke vermelding van Ronsdorf stamt uit 1494, maar de ontwikkeling van Ronsdorf tot stad startte pas in 1690 met de komst van Elias Eller, een protestants prediker. In 1741 kreeg Eller toestemming om een eigen kerk te bouwen.
Net als in plaatsen in de omgeving was in Ronsdorf textiel- en metaalindustrie gevestigd.
In 1929 ging Ronsdorf op in de nieuw gevormde stad Wuppertal en in 1943 werd Ronsdorf door een geallieerd bombardement zwaar getroffen.

## Bekende inwoners
- Elias Eller - stichter van de stad
- Rudolf Carnap - filosoof